# Heiko Krimmer
Heiko Krimmer (* 2. Dezember 1943 in Berlin; † 21. November 2015 in Owen) war ein deutscher evangelikaler Theologe, Pfarrer der Württembergischen Landeskirche und Autor vieler Bücher und Bibelkommentare.

## Leben und Wirken
Krimmer wuchs als gebürtiger Berliner in Ostfildern-Ruit auf. Er studierte von 1966 bis 1970 Evangelische Theologie in Tübingen, Hamburg und Heidelberg, anschließend war er Vikar in württembergischen Gemeinden. 1973 promovierte er in Hamburg bei Helmut Thielicke mit seiner Dissertation zu Empirie und Normativität. Die Ethik Alexander von Oettingens (Moralstatistik, 3. Auflage 1882), die der Frage nach der wissenschaftlichen Bedeutung einer Moralstatistik für eine Sozialethik nachgeht. Von 1973 bis 1976 war er Studienleiter am Albrecht-Bengel-Haus in Tübingen. Zwischen 1976 und 1982 wirkte er als Gemeindepfarrer in der Kirchengemeinde in Holzgerlingen. Von 1982 bis 1987 wechselte er nochmals als Studienleiter ins Albrecht-Bengel-Haus. Von 1987 bis zu seinem Ruhestand im Jahr 2008 war er Gemeindepfarrer in Dettingen unter Teck, wo er sich auch ehrenamtlich im „Haus an der Teck“ engagierte, damals noch Gästehaus der Aidlinger Schwestern.
Zwischen 1977 und 1998 lehrte Krimmer als Gastdozent am Theologischen Seminar der Liebenzeller Mission, unter anderem das Fach Ethik und war Mitarbeiter an der Freien Hochschule für Mission, der heutigen Akademie für Weltmission in Korntal. Von 1990 bis 1999 war er stellvertretender Vorsitzender der Ludwig-Hofacker-Vereinigung (heute Christusbewegung „Lebendige Gemeinde“), im Vorstand des Missionsbundes Licht im Osten und des Württembergischen Christusbundes. Von 1977 bis 1983 war er Mitglied der württembergischen Landessynode und Sprecher des theologisch-konservativen Gesprächskreises „Lebendige Gemeinde“. Zwischen 1990 und 1999 war er stellvertretender Vorsitzender deren Trägervereins. Von 1973 bis zu seinem Tod leitete er als Vorsitzender den „Kinderheim Nethanja Narsapur – Christliche Mission Indien e. V.“ im Verbund der DEA. In dieser Zeit schrieb er etliche Bücher über sein Erleben, auch in Indien.
Er wurde als ein „ausgesprochen wortgewaltiger Vertreter seiner Zunft“ charakterisiert, der es verstanden habe, mit vielen Beispielen aus dem praktischen Leben seine Predigten zu illustrieren. Heiko Krimmer, der an ALS erkrankt war, starb am 21. November 2015 im Alter von 71 Jahren.

## Privates
Heiko Krimmer war verheiratet mit Wiltrud. Das Paar bekam drei Kinder und wohnte im Ruhestand in Owen in Baden-Württemberg.

## Veröffentlichungen
- Empirie und Normativität. Die Ethik Alexander von Oettingens (Moralstatistik 3. Aufl. 1882), Sprint-Druck 1973.
- Gott schafft Neues: der Mensch hat Zukunft!, Verlag der Liebenzeller Mission, Bad Liebenzell 1980, ISBN 978-3-88002-115-0.
- Die Botschaft buchstabieren: wie sieht missionarische Gemeinde aus?, Hänssler Verlag, Holzgerlingen 1983, ISBN 978-3-7751-0854-6.
- Große Scheine – kleine Münzen: die Wahrheiten des Glaubens, täglich gelebt, VLM, Bad Liebenzell 1984, ISBN 978-3-88002-238-6.
- Brandstifter Gottes: eine Gemeinde tut Schritte VLM, Bad Liebenzell 1989, ISBN 978-3-88002-397-0.
- Originale Gottes: eine Gemeinde entdeckt ihre Gaben, VLM, Bad Liebenzell 1990, ISBN 978-3-88002-433-5.
- Alltag: beherrschen oder beherrscht werden?, VLM, Bad Liebenzell 1991, ISBN 978-3-88002-458-8.
- Mitarbeiter Gottes – Eine Gemeinde will gehen, VLM, Bad Liebenzell 1992, ISBN 978-3-88002-501-1.
- Per du mit Gott (Gedanken zum Vaterunser), VLM, Bad Liebenzell 1993, ISBN 978-3-88002-523-3.
- Ich habe dich erwählt. Israel im Licht des Propheten Sacharja, SCM Hänssler, Holzgerlingen 2010, ISBN 978-3-7751-5261-7.
- Wenn ihr das alles kommen seht: Was Jesus über die Endzeit sagt, SCM Hänssler, Holzgerlingen 2014, ISBN 978-3-7751-5538-0.

als Mitautor
- Leben um zu arbeiten? Kollegiales Verhalten, Führungskraft und Autorität, Mitarbeiter oder Sklave, SCM Hänssler, Holzgerlingen 1988, ISBN 978-3-7751-1315-1.

### Erlebnisse in Indien
- Erlebnisse mit Gott: wie Jesus auch heute noch hilft; 27 Kurzgeschichten, Hänssler Verlag, Holzgerlingen 1993, 7. Aufl. 2000, ISBN 978-3-7751-1915-3.
- Wen wundert’s: Erlebnisse mit Gott, Hänssler Verlag, Holzgerlingen 1995, 2. Aufl. 1997, ISBN 978-3-7751-2399-0.
- Zum Staunen: mit Gott erlebt; 23 „wunderbare“ Geschichten, Hänssler Verlag, Holzgerlingen 1997, ISBN 978-3-7751-2829-2.
- Greift der Tiger ein Auto an ...; 27 Erlebnisse mit Gott, Hänssler Verlag, Holzgerlingen 2001, 2. Aufl. 2004, ISBN 978-3-7751-3788-1.
- Ich glaubte an die Zitrone und andere Geschichten aus Indien, Hänssler Verlag, Holzgerlingen 2003, ISBN 978-3-7751-4060-7.
- Ein Stein kann nicht schwimmen: Erlebnisse mit Gott in Indien, Hänssler Verlag, Holzgerlingen 2005, ISBN 978-3-7751-4384-4.
- Die heilige Kuh in der Kirche: Erlebnisse mit Gott in Indien, SCM Hänssler, Holzgerlingen 2009, ISBN 978-3-7751-4984-6.

als Mitautor
- mit Reinhold Rückle: Nethanja: Gott hat gegeben; Jesu Wirken heute in Indien, VLM, Bad Liebenzell 1993, ISBN 978-3-88002-524-0.
- mit Reinhold Rückle: Der Schlangenbiss zum Leben, SCM Hänssler, Holzgerlingen 2007, ISBN 978-3-7751-4698-2.
- mit Reinhold Rückle: Der Löwenmann wird Hirte. Erlebnisse mit Gott in Indien, SCM Hänssler, Holzgerlingen 2012, ISBN 978-3-7751-5280-8.
- mit Reinhold Rückle: Liebe geht durch die Ohren: Geschichten aus 40 Jahren mit Gott in Indien, SCM Hänssler, Holzgerlingen 2013, ISBN 978-3-7751-5485-7.

### Bibelkommentare
in der Reihe Edition C Bibel-Kommentar:
- Galaterbrief, Hänssler Verlag, Holzgerlingen 1981, ISBN 3-7751-0578-6.
- Römerbrief, Hänssler Verlag, Holzgerlingen 1983, ISBN 3-7751-0827-0.
- Erster Korintherbrief, Hänssler Verlag, Holzgerlingen 1985, ISBN 3-7751-1015-1.
- Zweiter Korintherbrief, Hänssler Verlag, Holzgerlingen 1987, ISBN 3-7751-1207-3.
- Johannesbriefe, Hänssler Verlag, Holzgerlingen 1989, ISBN 3-7751-1420-3.
- Kolosserbrief, SCM Hänssler, Holzgerlingen 1992, ISBN 3-7751-1786-5.

als Mitautor
- mit Martin Holland: Erster und zweiter Petrus-Brief, SCM Hänssler, Holzgerlingen 1994, ISBN 3-7751-1599-4.
- mit Gerhard Maier (Hrsg.): Galaterbrief; Epheserbrief; Philipperbrief; Kolosserbrief; Petrusbriefe; Johannesbriefe; Hebräerbrief; Jakobusbrief; Judasbrief; Petrus; Galater (Mehrteiliges Werk), SCM Hänssler, Holzgerlingen 2007, ISBN 978-37751-4640-1.